# Distrito de Banato del Norte
El distrito de Banato del Norte (serbio: Севернобанатски округ, Severnobanatski okrug, húngaro: Észak Bánsági Körzet, croata: Sjevernobanatski okrug, eslovaco: Severobanátsky okres, rumano: Districtul Banatul de Nord, rusino: Сивернобанатски окрух), es un distrito en el norte de Serbia. Comprende partes de las regiones del Banato y Bačka y pertenece a la provincia autónoma de Voivodina. En 2011 tenía una población de 146 690 habitantes, de los cuales el 46.64% eran magiares, el 42.67% serbios y el 3.23% gitanos. Junto al vecino distrito de Bačka del Norte, constituye la región magiar de Voivodina. Su capital es Kikinda.

## Municipios

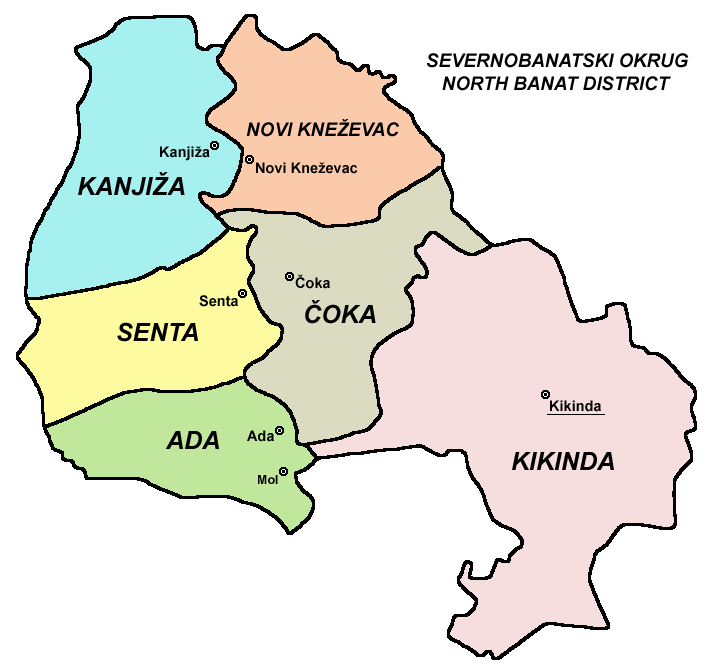
Municipios del Distrito de Banato del Norte.

Comprende la ciudad de Kikinda y cinco municipios rurales:
- Ada (húngaro: Ada)
- Čoka (húngaro: Csóka)
- Kanjiža (húngaro: Magyarkanizsa)
- Novi Kneževac
- Senta (húngaro: Zenta)

Para los municipios con etnia mayormente magiar, los nombres también son dados en húngaro.
Aunque el distrito lleva el nombre de "Banato", los municipios de Kanjiža, Senta y Ada están geográficamente en la vecina región histórica de Bačka, ya que el río Tisza marca el límite entre las dos regiones.